# Platentektoniek
Platentektoniek, plaattektoniek of schollentektoniek is de wetenschappelijke theorie die de geografische ligging van continenten, oceanen, gebergten en andere structuren aan het aardoppervlak verklaart, alsook de geologische structuren in de aardkorst, en de plekken waar aardbevingen en vulkanisme voorkomen. Volgens deze theorie is de lithosfeer, de buitenste, gemiddeld 100 km dikke gesteentelaag van de Aarde, verdeeld in tektonische platen of schollen. Deze aardplaten bewegen onafhankelijk van elkaar langs het aardoppervlak, door "stromingen" in de onderliggende asthenosfeer. Hoewel de asthenosfeer niet vloeibaar is, heeft ze een relatief lage schuifsterkte, waardoor ze, gemeten aan de geologische tijdschaal, als een langzaam stromende stroperige vloeistof kan worden opgevat.
Er zijn op Aarde, afhankelijk van hoe ze zijn gedefinieerd, zeven of acht grote, en een groot aantal kleinere platen. De aardplaten bewegen  ten opzichte van elkaar met enkele centimeters per jaar. Sinds de jaren 1990 kan deze verschuiving, dankzij geodetische metingen met satellieten en VLBI, daadwerkelijk gemeten worden. Er zijn drie typen grenzen: convergente, waar platen naar elkaar toe bewegen, divergente, waar platen van elkaar af bewegen, en transforme, waar platen langs elkaar bewegen. Bij een divergente plaatgrens wordt door stolling van magma nieuwe lithosfeer gevormd, dit proces wordt oceanische spreiding genoemd. Bij een convergente plaatgrens zal een van beide platen onder de andere schuiven (subductie). Vanwege zijn lage dichtheid, zal een continentale korst in de praktijk niet goed subduceren. Meestal bestaat de subducerende plaat daarom uit oceanische korst. Als twee continenten naar elkaar toe bewegen zal geen van beide platen subduceren, er zal dan gebergtevorming optreden. Omdat de beweging in de lithosfeer geconcentreerd is langs deze grenzen, vinden hier aardbevingen, vulkanisme en de vorming van gebergten en oceanische troggen plaats.
De theorie van de platentektoniek werd ontwikkeld in de jaren 60 van de twintigste eeuw, als opvolger voor de hypothese van continentverschuivingen van Alfred Wegener. Anders dan Wegeners hypothese, raakte het concept van de platentektoniek al snel algemeen aanvaard in de wetenschappelijke gemeenschap.

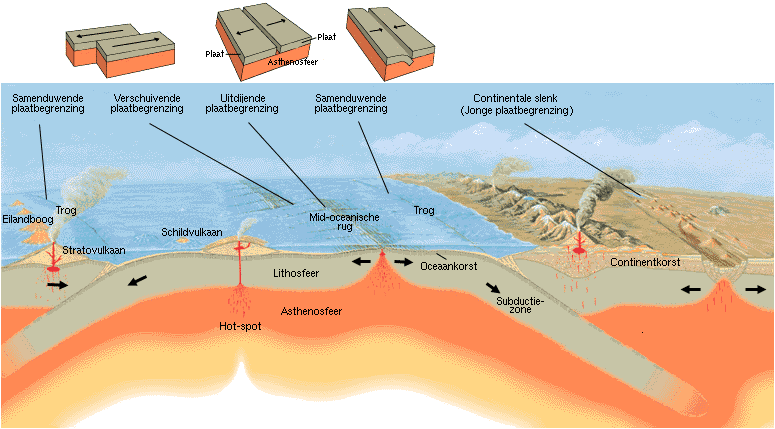
Belangrijkste verschijnselen van platentektoniek

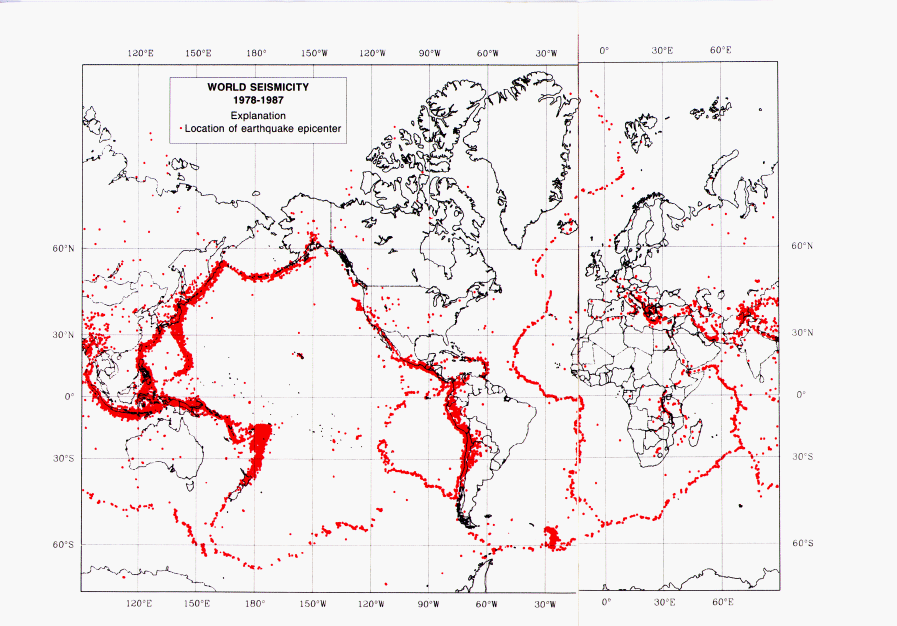
Aardbevingen vinden vooral plaats langs plaatranden

De randen van de tektonische platen op Aarde

## Geologie en biologie in het licht van de platentektoniek
Uit de opdeling van de lithosfeer in tektonische platen volgt dat bewegingen in de aardkorst geconcentreerd zijn in de zones waar de platen aan elkaar grenzen. Volgens de theorie zullen langs de plaatgrenzen veel seismische (aardbevingen) en tektonische (vorming van geologische structuren, gebergtevorming) activiteit en vulkanisme plaatsvinden, terwijl er midden in de platen nauwelijks sprake van geologische activiteit kan zijn.
Dat klopt redelijk met de werkelijkheid. De meeste geologische activiteit vindt inderdaad langs de plaatgrenzen plaats. De theorie is minder geschikt voor het verklaren van vulkanisme en tektoniek midden in de platen. Om deze verschijnselen te verklaren wordt bijvoorbeeld de ligging van hotspots gebruikt.
Platentektoniek voorspelt ook dat bewegingen in de aardkorst zowel horizontaal als verticaal kunnen zijn. Ook dit klopt goed met de werkelijkheid. De geologische structuur van veel gebergten bestaat uit over elkaar geschoven dekbladen, stukken korst die vaak honderden kilometers horizontaal verschoven zijn. Veel gebergten hebben een asymmetrische structuur, platentektoniek verklaart dit als een gevolg van de gestopte subductie van één van beide platen.
Continentale korst gedraagt zich anders dan oceanische korst. Een continent zal niet snel subduceren (het is lichter en dikker dan de oceanische korst), zodat we vandaag de dag op de continenten gesteenten kunnen aantreffen die enkele miljarden jaren oud zijn. Oceanische korst die ouder is dan 180 miljoen jaar (Ma) komt daarentegen nauwelijks voor. Oceanische korst heeft dankzij het subductieproces een beperkte levensduur. Platentektoniek is een goede verklaring voor de ouderdom van de oceanische korst.
Het bewegen van de continenten verklaart niet alleen waarom fossiele soorten soms aan twee kanten van een oceaan voorkomen, maar ook de tegenwoordige (biogeografische) verdeling van soorten. Soorten op verschillende continenten hebben soms gemeenschappelijke voorouders, dit kan verklaard worden uit allopatrische soortvorming en met het uit elkaar bewegen van de continenten.

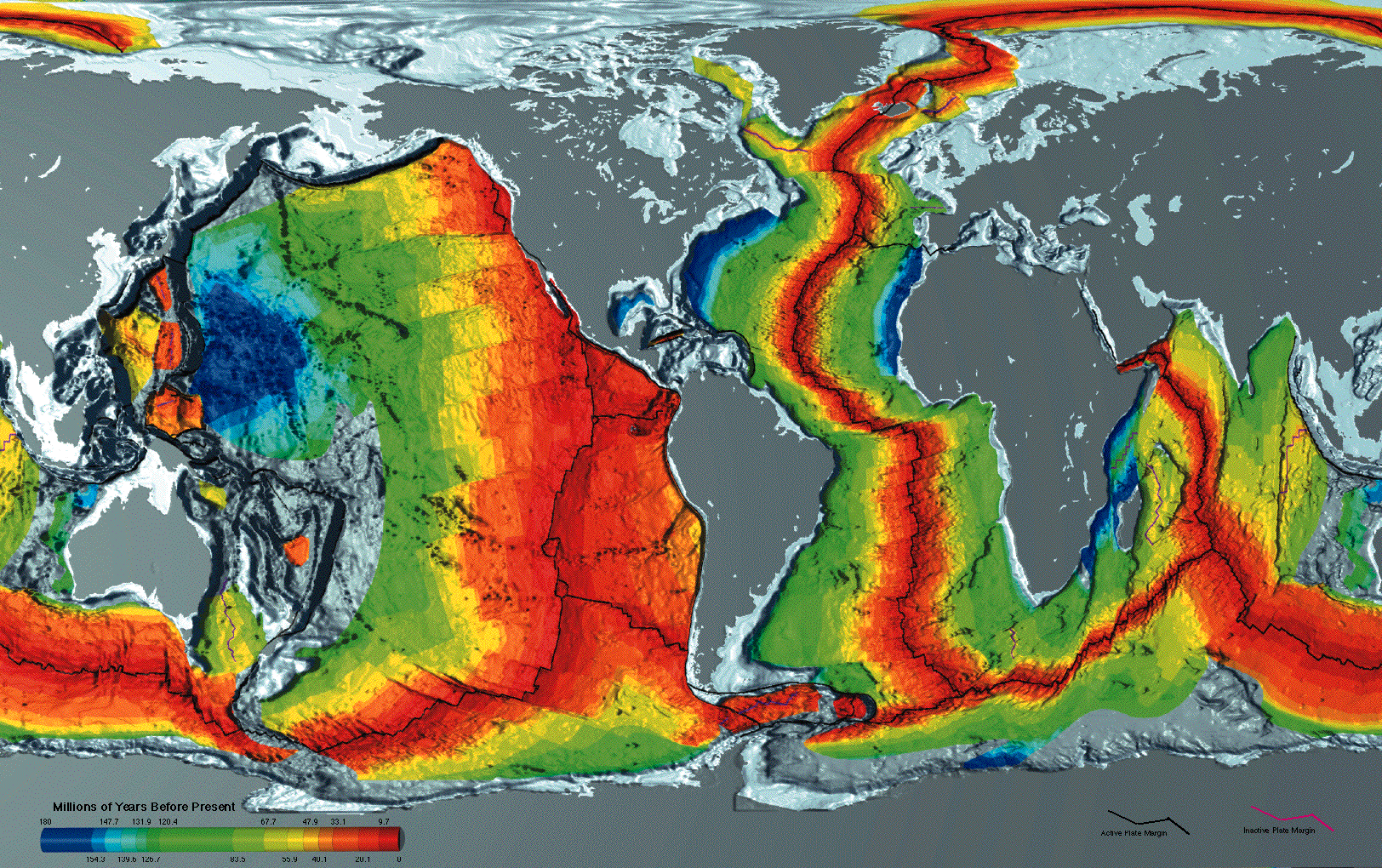
De ouderdom van de oceanische lithosfeer: rood is jong, blauw is oud. De ouderdom neemt toe naarmate men zich verder van de mid-oceanische ruggen verwijdert.

## Divergente plaatbeweging
Waar twee platen uit elkaar bewegen, beweegt de asthenosfeer omhoog en wordt door plutonisme en vulkanisme nieuwe (oceanische) lithosfeer aangemaakt. De meeste divergente plaatgrenzen zijn mid-oceanische ruggen, maar ook intercontinentale riften zijn divergente plaatgrenzen.

### Mid-oceanische ruggen
Waar oceanische lithosfeer uit elkaar beweegt, komt de asthenosfeer omhoog. Bij deze stroming omhoog valt de (lithostatische) druk weg waardoor de asthenosfeer partieel smelt. Het magma stolt in de onderkorst in grote magmakamers, waarbij dieptegesteente (gabbro) gevormd wordt. Het beweegt verder omhoog in dikes (waar het magma stolt als doleriet), om aan het oppervlak als kussenlava (stolt als basalt) over de oceaanbodem uit te vloeien. Door het stollen van het magma wordt nieuwe oceanische lithosfeer gevormd. In het gebied rond de plaatgrens is de warmtestroom uit de Aarde zeer groot, waardoor de korst licht is en omhoog komt. De op die manier ontstane "gebergten onder water" zijn de mid-oceanische ruggen. Ze vormen de langste aaneengesloten gebergten op Aarde (opgeteld is hun gezamenlijke lengte 70.000 km).
Door de interactie tussen hydrothermaal water en magma komen op de mid-oceanische ruggen behalve vulkanen ook hydrothermale bronnen voor, waar zeer heet water de oceaan in spuit, zogenaamde black smokers.

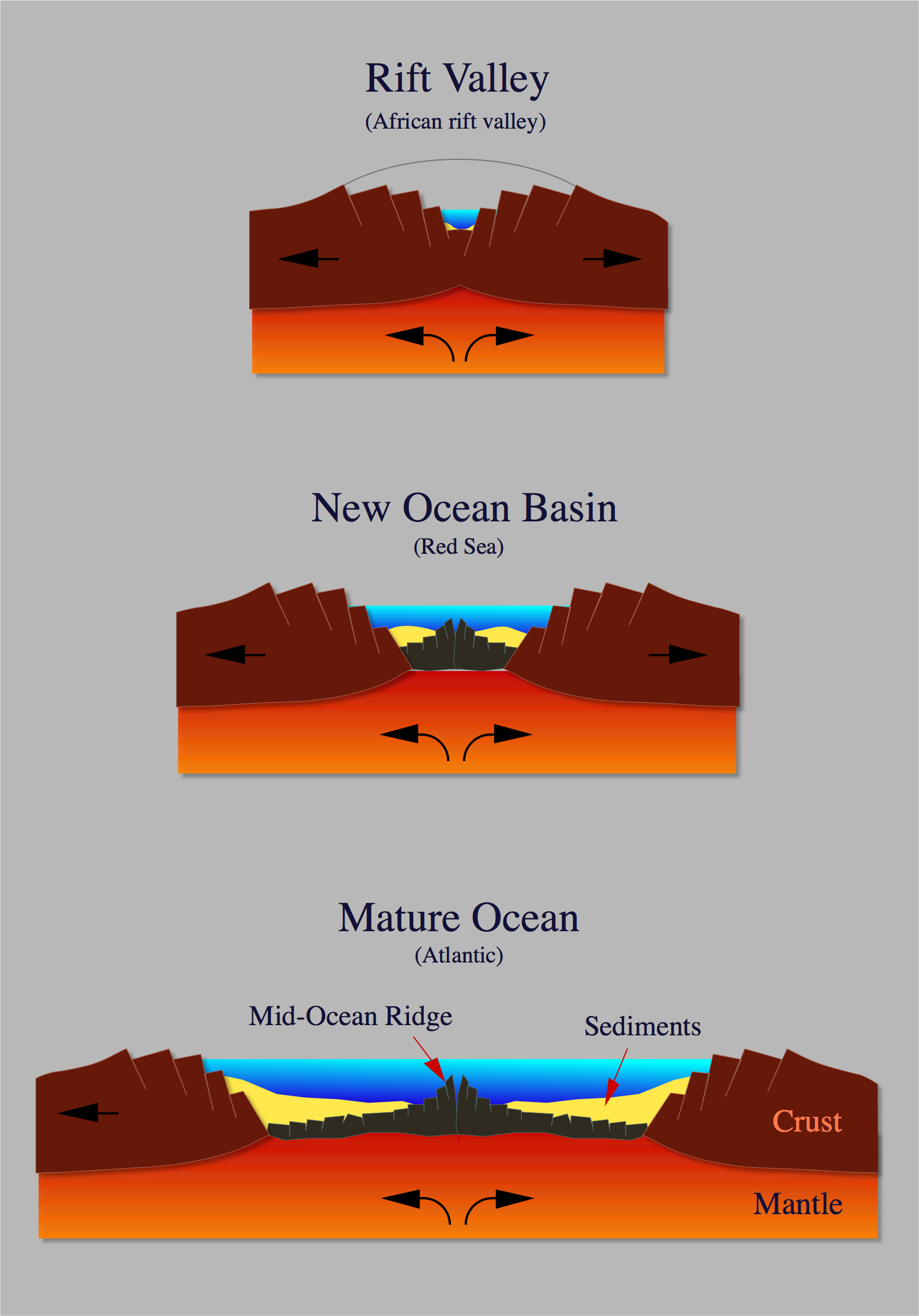
Schematische voorstelling van de ontwikkeling van een riftzone tot een nieuwe oceaan. Bruin is continentale lithosfeer; grijs oceanische lithosfeer; geel is sediment; oranje de asthenosfeer.

### Intracontinentale riftzones
Als de aardkorst onder een continent uit elkaar beweegt gaat dit gepaard met extensietektoniek, die zich uit in geologische structuren als afschuivingen, horsten en slenken. Het resultaat is een langwerpige rift, die een grote depressie in het landschap vormt. Een duidelijk voorbeeld is de Grote of Oost-Afrikaanse Slenk in Oost-Afrika. Omdat de lithosfeer in zo’n situatie steeds dunner wordt komt de warme asthenosfeer omhoog. Door partieel smelten ontstaat magma, dat omhoog beweegt en mafisch vulkanisme veroorzaakt aan het aardoppervlak. De warmte zorgt er echter ook voor dat de beide flanken van de rift (de zogenaamde riftschouders) omhoog bewegen. Dit zijn gebieden waar oudere geologische lagen aan de oppervlakte komen. Zo zijn de middelgebergten van de Vogezen en het Zwarte Woud ontstaan door tektonische opheffing aan de rand van de Boven-Rijnslenk. In zulke gebieden komen vaak de metamorfe en dieptegesteenten uit de onderkorst (samen wel de kristallijne sokkel genoemd) aan het oppervlak.
Wanneer de lithosfeer onder de riftzone uit elkaar blijft bewegen, zal uiteindelijk nieuwe oceanische lithosfeer aangemaakt worden en geleidelijk een smal oceanisch bekken ontstaan, dat steeds breder groeit. De Rode Zee wordt bijvoorbeeld als een oceaan in zijn beginstadium beschouwd. Het kan echter ook zijn dat een rift na een tijd stopt met groeien, een voorbeeld van zo’n failed rift is het Noordzeebekken, dat in het Jura en Krijt gevormd werd. Reconstructies van de riftzone die later uitgroeide tot de Atlantische Oceaan laten zien dat de rift zich niet als een langgerekte lijn ontwikkelde, maar op vele plekken vertakte (op deze plekken, zogenaamde triple junctions, komen drie divergente plaatgrenzen samen). Een van de twee vertakkingen zou uiteindelijk tot een oceaan ontwikkelen, de ander zou na verloop van tijd inactief worden. Een soortgelijke triple junction tussen drie relatief nieuwe riftzones is de Afar-driehoek in de Hoorn van Afrika, waar de Rode Zee, de Oost-Afrikaanse Slenk en de Golf van Aden samenkomen.

## Convergente plaatbeweging
Als twee platen naar elkaar toe bewegen zal één plaat onder de andere bewegen. Als die plaat uit oceanische lithosfeer bestaat, kan die door zijn hoge dichtheid de diepte in zinken. Bij de subductiezone vormt zich een trog in de oceaanbodem, waarnaast een accretiewig vormt van de subducerende plaat "afgeschraapte" stukken korst en sediment (dit wordt tektonische mélange genoemd). Langs de subductiezone schuiven de platen over elkaar. Eén plaat beweegt de mantel in; ze subduceert door de asthenosfeer. De dieptezone waar de subductiebeweging aardbevingen veroorzaakt wordt de Wadati-Benioffzone genoemd.

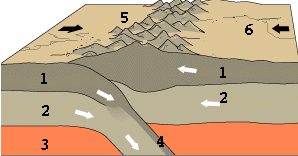
Continentale collisie. 1 - continentale korst; 2 - lithosferische mantel; 3 - asthenosfeer; 4 - voormalige oceanische korst; 5 - gebergte, voorland; 6 - hinterland.

### Collisietype
Een tektonische plaat kan zowel continentale als oceanische lithosfeer bevatten. Als het oceanische gedeelte onder een continent subduceert, zal het continentale gedeelte langzaam naar dat continent bewegen. Dit betekent dat de twee continenten uiteindelijk met elkaar in botsing (continentale collisie) komen. Continentale lithosfeer is echter te dik en licht om gemakkelijk te kunnen subduceren, zodat er korstverdikking door gebergtevorming optreedt, waarna de convergente beweging van de twee platen uiteindelijk zal stoppen.
Gebergtevorming vindt plaats door overschuivingstektoniek, waarbij stukken van de korst (zogenaamde dekbladen) over elkaar schuiven. De stagnerende subductie zorgt ervoor dat een mengeling van stukken van de onderste gedeelten van de korst, tektonische mélange en stukken van de vroeger tussen de twee continenten gelegen oceanische korst (ofiolieten) als dekbladen weer naar boven bewegen (obductie). Door de grote diepte zijn deze gesteenten hooggradig metamorf en door partieel smelten vaak geïntrudeerd door felsische magma (graniet). Dit geheel vormt de kern van het gebergte. Door de druk die vooral op de bovenkant van de omlaaghellende subducerende plaat heerst, ontstaan in de sedimentair gesteente die zich aan de bovenkant van deze plaat bevinden grote overschuivingen en plooiingen. Deze uit sedimentair gesteente bestaande dekbladen bewegen zich over een grote listrische breuk in de richting van het voorland en vormen de flanken van het gebergte. Het geheel wordt wel een fold and thrust belt genoemd.
Niet alle fold and thrust belts hebben dezelfde structuur en opbouw, omdat de bewegingsrichting van de platen niet altijd alleen convergent was. De plaatbeweging kan tegelijkertijd een grote zijschuivingscomponent hebben gehad, of in een vroeg stadium van gebergtevorming gestopt zijn. Voorbeelden van gebergten die ontstonden onder een ongeveer convergente beweging zijn de Alpen of de Himalaya.

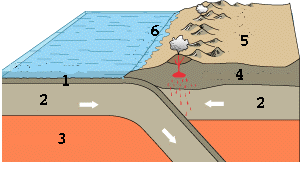
Subductie van een oceanische onder een continentale plaat. 1 - oceanische korst; 2 - lithosferische mantel; 3 - asthenosfeer; 4 - continentale korst; 5 - gebergtevorming en vulkaanboog; 6 - oceanische trog.

### Andes- of cordilleratype
Bij subductie van oceanische lithosfeer onder een continent zullen door de mechanische spanning in de langs elkaar bewegende platen oceaansedimenten en stukken van de oceanische plaat zelf (zogenaamde ofiolieten) van de subducerende plaat losraken en geobduceerd worden (over de overrijdende plaat geschoven). Tegelijkertijd wordt de rand van de overrijdende plaat gedeformeerd: er worden overschuivingen en plooien gevormd. Omdat de ligging van de subductiezone onder het continent nauwelijks verandert kunnen zo lange gebergteketens ontstaan, waarvan de Andes aan de westkant van Zuid-Amerika het beste voorbeeld is. De oceanische Nazcaplaat subduceert daar onder de Zuid-Amerikaanse Plaat.

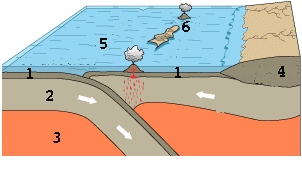
Subductie van oceanische onder oceanische lithosfeer. 1 - oceanische korst; 2 - lithosferische mantel; 3 - asthenosfeer; 4 - continent; 5 - oceanische trog; 6 - eilandboog.

Bij subductie van oceanische onder continentale lithosfeer worden gesteenten die verzadigd zijn met vluchtige stoffen (vooral water), naar grote diepte gebracht. Als deze gesteenten naar grote diepte worden gebracht komen onder metamorfe reacties de vluchtige stoffen vrij. Deze stijgen op door de bovenliggende aardmantel. Water brengt het smeltpunt van gesteente naar beneden en de opstijgende vloeistoffen zorgen daarom voor partieel smelten waarbij mafische magma gevormd wordt. Deze stijgt op en verhit de onderkorst, waar felsische magma gevormd wordt (anatexis). De magma stijgt op en intrudeert in de overrijdende plaat, waardoor boven de subductiezone een vulkaanboog met veel explosief vulkanisme te vinden is, ongeveer op dezelfde plek waar de gebergteketens liggen. Sporen van gloedwolkerupties zijn door de hele Andes te vinden, zowel in Chili, Bolivia als Peru. Voorbeelden van tegenwoordig actieve vulkanen zijn de Cerro Hudson en de Corcovado.

### Eilandbogen
Als twee stukken oceanische lithosfeer naar elkaar bewegen, zal één onder de ander subduceren.
Wanneer de overrijdende plaat uit oceanische korst bestaat zal door het vulkanisme een eilandboog worden gevormd. Voorbeelden daarvan zijn de Soenda-eilanden van de Indonesische Archipel (waar oceanische korst van de Australische Plaat onder Aziatische oceanische korst subduceert), en de Antillen (waar oceanische korst van de Noord-Amerikaanse Plaat onder de Caribische Plaat subduceert). Een ander voorbeeld van vulkanisme achter een subductiezone is het vulkanisme in de Middellandse Zee, zoals bij de Vesuvius en Etna.
De subductie-gerelateerde eilandbogen liggen van boven gezien meestal in een gekromde boog. Deze kromming komt voort uit de geometrie van een subducerende plaat in een gekromd oppervlak (zoals het aardoppervlak). Tussen de eilandboog en erachter gelegen continenten kan extensie plaatsvinden, men noemt een bekken dat op die manier ontstaat een back-arc basin.

## Transforme plaatbeweging
Behalve convergente en divergente plaatgrenzen bestaan er ook nog transforme of conservatieve plaatgrenzen. Hier is de beweging van twee platen evenwijdig ten opzichte van elkaar. Transforme breuken worden gekenmerkt door ondiepe aardbevingen in een smalle zone langs de breuk, of in een brede zone, als er sprake is van meerdere, bij elkaar liggende breuken. Een voorbeeld van een transforme plaatgrens is de breukzone langs de westkust van de Verenigde Staten, waar deze een oceanische spreidingszone rond Neder-Californië verbindt met een kleine spreidingszone ten noordwesten van San Francisco. Het bekendste gedeelte van deze breukzone is de San Andreasbreuk.

## Hotspots en platentektoniek
Hierboven zijn enkele typen vulkanisme genoemd die altijd met platentektoniek te maken hebben. Vulkanisme kan ook los van de platentektoniek voorkomen. Op bepaalde plaatsen in de aardmantel stijgt heet materiaal op dat dwars door de lithosfeer naar boven komt. Dit noemt men hotspots. Over hotspots weten we nog vrij weinig. Het vermoeden is dat dit materiaal afkomstig is uit de D"-laag, de onderste laag van de mantel die aan de aardkern grenst.
De positie van hotspots verandert in vergelijking met de plaatbewegingen zeer traag; de platen bewegen zich over de hotspots heen. Hotspots laten dan ook een spoor van eilandjes achter op het aardoppervlak en je kunt er makkelijk aan zien welke route een plaat in het verleden heeft afgelegd. Voorbeelden hiervan zijn de eilanden van Hawaï.
De snelheid van de platen wordt meestal aangegeven ten opzichte van een andere plaat, dit is een relatieve snelheid. Omdat men aanneemt dat hotspots nauwelijks bewegen, kunnen de sporen van eilandjes gebruikt worden om een absolute plaatsnelheid te bepalen (de snelheid van de plaat ten opzichte van een vast punt in de ruimte), als op de eilandjes de ouderdom van het vulkanische gesteente eerst bepaald is. Men neemt dan wel aan dat de hotspot niet beweegt.

## Aandrijvende mechanismen
Hoewel platentektoniek onder geleerden algemeen aanvaard wordt, bestaan over de stromingen en krachten die de plaatbewegingen veroorzaken nog veel onduidelijkheden. Duidelijk is dat de beweging van de platen onderdeel vormt van convectiestroming in de mantel, maar dat het niet de belangrijkste aandrijvende kracht is.

Schematische weergave van convectie. Materiaal wordt onderaan opgewarmd en begint daarom omhoog te bewegen. Daar koelt het af en beweegt dan eerst horizontaal naar een plek waar het naar onderen kan bewegen. Eén stroomcirkel wordt een convectiecel genoemd. In de aardmantel is de stroming waarschijnlijk veel ingewikkelder dan dit simpele model.

### Mantelconvectie
Het meest aanvaarde model is dat de gehele mantel in eens convecteert. Dat wil zeggen dat hete opwaartse stromingen ontstaan op de kern-mantelgrens (2890 km diepte). De opwaartse stroming zou worden veroorzaakt door het temperatuurverschil tussen de aardmantel en de aardkern. Deze temperatuurgradient wordt versterkt door het natuurlijk verval van radio-isotopen, dat warmte genereert. De mantel wordt daardoor van onderen opgewarmd. De energie van deze warmtestroom is gedeeltelijk terug te voeren op de accretie-energie van het ontstaan van de Aarde, een ander deel is afkomstig van het verval van radio-isotopen.
Getijdenkrachten van de Maan hebben maar heel weinig invloed en kunnen verwaarloosd worden.
Experimenten met hoog viskeuze vloeistoffen tonen echter aan dat als deze verhit worden, grotendeels symmetrische convectiecellen vormen. Dit komt niet overeen met de vorm en ligging van de tektonische platen op Aarde. Opvallend in de verdeling van plaatgrenzen over de Aarde is dat er aan de kant van de Grote Oceaan (het zogenaamde waterhalfrond) een groter aantal subductiezones ligt, terwijl de kant van de Atlantische Oceaan meer spreidingszones bevat. Dit kan verklaard worden met de hypothese van wilsoncycli, waarbij slechts twee dominante convectiestromingen verondersteld worden.
Tegenover het model van gehele mantelconvectie staat een model van twee boven elkaar gelegen lagen in de mantel, die onafhankelijk van elkaar convecteren. De scheiding zou zich bevinden rond de manteltransitiezone, een zone rond de 420–670 km diepte waar het mantelgesteente een dichtere kristalstructuur aanneemt. Dit dichtheidsverschil kan ervoor zorgen dat omhoog of neerwaarts gerichte stromingen afremmen of afbuigen, waardoor de convectiecellen gescheiden kunnen blijven. Het lijkt er echter op dat de waarheid ergens in het midden ligt en stromingen soms wel, soms niet de transitiezone passeren.
Een bijzonderheid aan de verdeling van de plaatgrenzen op Aarde is, dat op het zuidelijk halfrond meer spreidingszones liggen, en op het noordelijk halfrond meer subductiezones. Dit zorgt ervoor dat lithosfeer gemiddeld van zuid naar noord beweegt, en de continenten geconcentreerd raken op het noordelijk halfrond. Dit kan alleen als ter compensatie de dominante stroming diep in de mantel van noord naar zuid is. De situatie kan zo extreem worden dat alle continenten zich samenvoegen tot een nieuw supercontinent, waarna de stroming zich moet omkeren. Daarna begint de wilsoncyclus, die is begonnen met het uit elkaar riften van Pangea, opnieuw.

### Krachten op de subducerende plaat
De snelheid waarmee een plaat subduceert hangt behalve van convectiestromingen in de mantel ook af van een aantal krachten die op de plaat zelf werken. Volgens sommige geofysici zijn deze krachten een belangrijke aandrijvende motor voor platentektoniek.
Nadat oceanische lithosfeer gevormd is op een spreidingsrug, zal deze langzaam afkoelen en daardoor dichter en zwaarder worden. Tegelijkertijd groeit de lithosfeer aan de onderkant aan, omdat ook de onderliggende asthenosfeer langzaam afkoelt. Het gevolg is dat oudere oceanische lithosfeer veel zwaarder is dan jonge, na gemiddeld 100 miljoen jaar zelfs dichter dan de asthenosfeer. Als zulke zware, oude oceanische lithosfeer subduceert zal ze door haar eigen gewicht de plaat dieper de mantel intrekken, waardoor er een trekkracht op de subducerende tektonische plaat werkt, die slab pull genoemd wordt. Het effect neemt af als de lithosfeer dieper doordringt in de mantel die een aantal faseovergangen doorloopt en er een steeds kleiner verschil in dichtheid tussen subducerende plaat en astenosfeer ontstaat.
Tegelijkertijd werkt op de oceanische lithosfeer aan de kant van de oceanische ruggen een hellingkracht, omdat de lithosfeer hier hoger ligt dan verder van de ruggen af. Deze kracht wordt ridge push genoemd. Tegelijkertijd zorgen spanningen in de overrijdende plaat bij een subductiezone voor een trekkracht. De snelheid van een oceanische plaat hangt echter ook af van de reactiekrachten. en de krachtenbalans is moeilijk te bepalen.

Twee divergente platen met hun Eulerpool. De onderlinge beweging wordt kleiner naarmate de afstand tot de pool afneemt.

## Natuurkundige beschrijving van plaatbeweging
Volgens de wiskundige Leonhard Euler is elke beweging van een rigide lichaam om een vast punt te beschrijven als een rotatie om een as door dat punt. Voor tektonische platen betekent dit dat hun beweging (of liever: de beweging van één plaat ten opzichte van een andere) wiskundig beschreven kan worden als een rotatie om een rotatie-as door het middelpunt van de Aarde. Elke plaat heeft ook een rotatiepool (een zogenaamde Eulerpool) waar deze as het aardoppervlak snijdt. De plaatbeweging vormt een kleincirkel.
Dit verklaart bijvoorbeeld waarom de Atlantische Oceaan op bepaalde plaatsen minder wijd is, hier is men dichter bij de rotatiepool tussen de continenten Europa en Afrika in het oosten en Noord- en Zuid-Amerika in het westen.
De beweging van platen die meestal gemeten wordt is een relatieve beweging ten opzichte van een andere plaat. Om een absolute beweging te meten is een vast referentiepunt nodig. Hiervoor wordt soms aangenomen dat hotspots vaste punten zijn, ten opzichte waarvan de platen bewegen.

## Platentektoniek in het verleden
De groei van de Atlantische Oceaan kan worden gereconstrueerd tot ongeveer 180 miljoen jaar geleden, toen de continenten aan weerszijden aan elkaar zaten en één groot supercontinent, Pangea, vormden. Er is geen oudere oceanische lithosfeer dan 180 miljoen jaar, wat reconstructies van verder terug moeilijker maakt. In de mantel zijn nog wel restanten van gesubduceerde platen waar te nemen met tomografie, zodat er nog verder terug in de tijd kan worden gereconstrueerd. Met behulp van paleomagnetische reconstructies kan de beweging van de continenten ten opzichte van de (geo)magnetische pool bepaald worden. Hoe de oceanische gedeelten van de tektonische platen in die tijden aan elkaar grensden, is grotendeels giswerk. Een ander probleem is dat, vooral als men reconstructies voor het Proterozoïcum of Archeïcum wil maken, grote delen van de huidige continenten nog niet gevormd waren. Men kan plaatbewegingen uit deze oudste tijdperken daarom alleen reconstrueren voor de oudste gedeelten van de continenten, de zogenaamde kratons.

### Begin van platentektoniek
In het begin van de geschiedenis van de Aarde was de warmteproductie binnenin de Aarde nog veel groter dan tegenwoordig. Daarom moet mantelconvectie sneller zijn verlopen dan nu, wat betekent dat de platentektoniek anders verliep of misschien zelfs afwezig was. Vaak wordt aangenomen dat in het Archeïcum de convectiecellen en de tektonische platen kleiner waren; terwijl er meer spreidingszones waren met veel heviger vulkanisme. Sporen van gebergtevorming op grote schaal komen pas voor aan het einde van het Proterozoïcum (1 miljard jaar geleden).
Over de manier waarop het totale oppervlak aan continentale korst sinds het Archeïcum gegroeid is bestaat nog geen overeenstemming. De meeste geochemici nemen echter aan dat er in het Archeïcum minder continentale massa was, waardoor er meer oceaanbekkens waren en de zeespiegel veel lager lag. Hierdoor zouden de spreidingszones in die tijd boven water hebben gelegen. Door het ontbreken van water tijdens de vorming van nieuwe lithosfeer had de oceaankorst een andere samenstelling, die subductie moeilijk maakte.

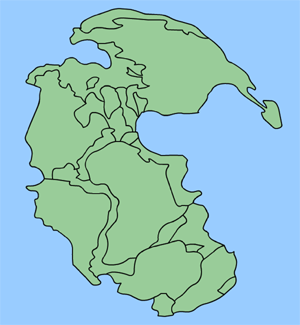
De omtrekken van de huidige continenten in een reconstructie van het supercontinent Pangea (200 – 180 miljoen jaar geleden).

### Plaattektonische reconstructies
Reconstructies wijzen uit dat er voor de vorming van Pangea een aantal keren een supercontinent is geweest, dat uit elkaar riftte tot de continenten zich, gepaard met gebergtevorming, weer samenvoegden. Deze cyclus wordt wel de wilsoncyclus genoemd.
Gedurende het Vroege Paleozoïcum (rond 500 miljoen jaar geleden) was de continentale massa verdeeld over het grotere continent Gondwana in het zuiden en een groot aantal kleinere continenten in het noorden. De uit Europees gezichtspunt belangrijkste kleinere continenten zijn Baltica, dat ongeveer het tegenwoordige Scandinavië besloeg; Laurentia, ongeveer het huidige Noord-Amerika en Avalonia, een klein continent dat een deel van het tegenwoordige West-Europa besloeg en van Gondwana afriftte om naar het noorden te bewegen. Deze drie continenten vormden samen Euramerika tijdens de Caledonische gebergtevorming (450-400 miljoen jaar geleden), waarvan de sporen vooral in Scandinavië en op de Britse Eilanden te vinden zijn.
Tegelijkertijd bewoog Gondwana (dat onder andere het tegenwoordige Zuid-Europa bevatte) naar het noorden om zich tijdens de Hercynische gebergtevorming (370 – 300 miljoen jaar geleden) bij Euramerika te voegen. Hiermee werd Pangea gevormd, dat in het oosten aan de Tethysoceaan grensde en in andere richtingen aan de oceaan Panthalassa.
Het tegenwoordige Noord-Amerika en Afrika begonnen tijdens het Vroege Jura (180 miljoen jaar geleden) uit elkaar te bewegen. Door het openen van de Tethysoceaan werd Pangea eerst in tweeën gedeeld, het noordelijke blok wordt Laurazië genoemd, het zuidelijke (weer) Gondwana. Tussen Europa en Noord-Amerika begon het riften pas in het Vroeg Krijt (130 miljoen jaar geleden), waardoor Europa en Noord-Amerika van elkaar werden gescheiden. Gondwana zou uiteenvallen in de continenten India, Antarctica, Afrika, Zuid-Amerika en Australië.
Door de noordwaartse beweging van Afrika en India is vanaf 40 miljoen jaar geleden een nieuwe fase van gebergtevorming actief, die de Alpiene gebergtevorming genoemd wordt. Hiermee wordt een gordel van gebergten gevormd aan de zuidrand van Eurazië, waar onder andere de Alpen en Himalaya deel van zijn.
Hoewel plaatbewegingen in de toekomst moeilijk te voorspellen zijn, zal de Middellandse Zee zich waarschijnlijk sluiten. Oost-Afrika zal van de rest van Afrika afbewegen en Australië zal naar het noorden bewegen tot het tegen Azië aan komt te liggen. De Atlantische Oceaan zal groeien, terwijl de Grote Oceaan juist kleiner zal worden.

## Platentektoniek op andere hemellichamen
De Aarde is het enige bekende hemellichaam waarop platentektoniek voorkomt. Voor de kleine planeet Mercurius, de Maan en de manen van de gasplaneten is de afwezigheid van platentektoniek makkelijk te verklaren. Deze hemellichamen zijn veel kleiner dan de Aarde en koelden daarom veel sneller af. Daardoor hebben ze een dikke lithosfeer, die onbeweeglijk om het binnenste ligt.

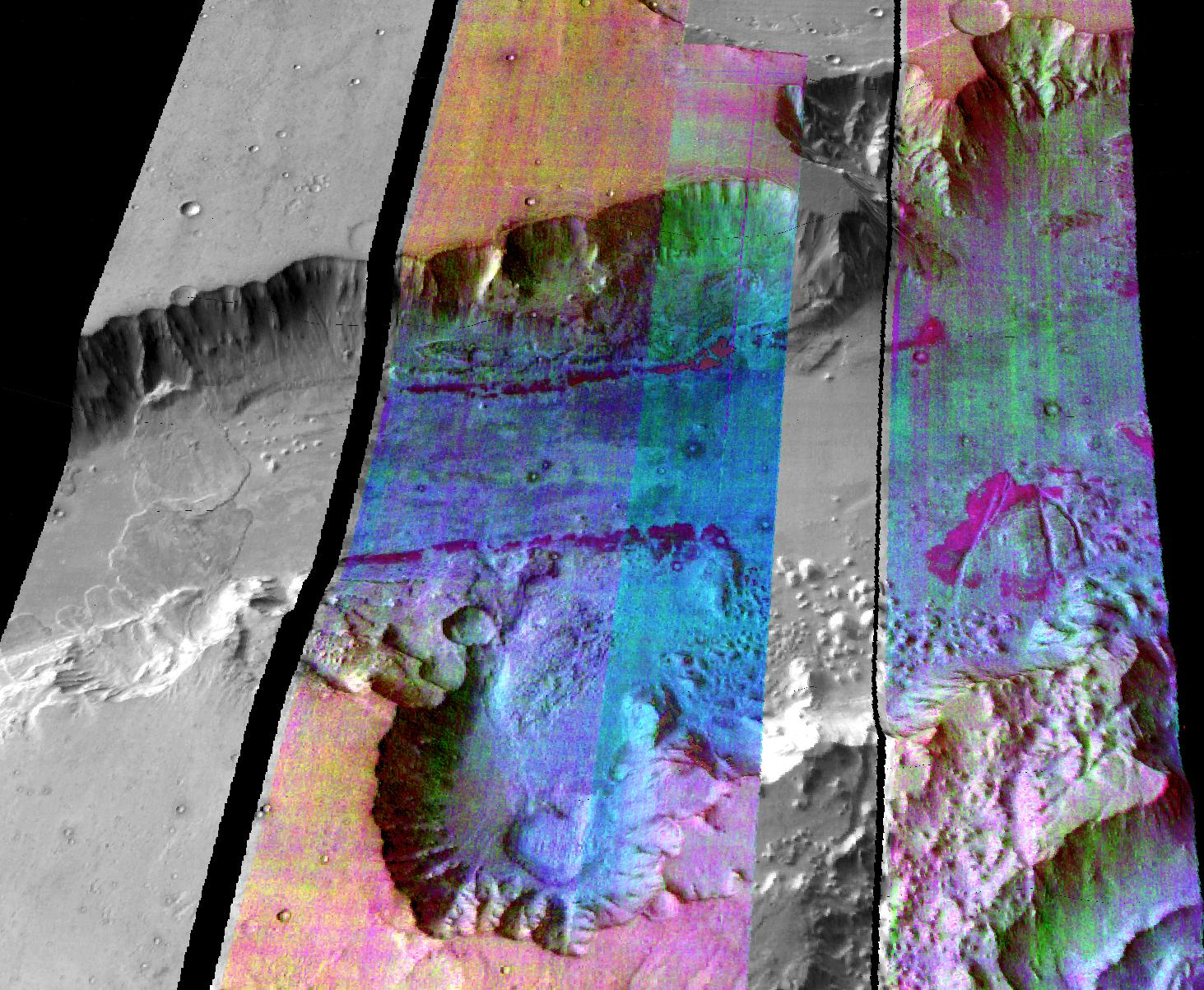
Satellietfoto in infrarood van de Valles Marineris op Mars. De blauwe kleuren wijzen op olivijnrijke, de roze op silicarijke gesteenten. De bodem van de structuur bestaat uit gesteenten met minder silica, net als de oceanische korst van de Aarde minder silica bevat dan de continenten.

Bij de planeet Venus, die bijna dezelfde grootte heeft als de Aarde en bovendien vulkanisch zeer actief is, is het ontbreken van platentektoniek moeilijker te begrijpen. De meest waarschijnlijke verklaring is dat op Venus het op Aarde in grote mate aanwezige water totaal ontbreekt. Water speelt een belangrijke rol in metamorfe reacties in gesteenten. Op Aarde zorgen bepaalde reacties waarin water een rol speelt voor het ontstaan van schuifzones in de diepere korst en mantel. Bij subductiezones verdwijnen ook waterrijke sedimenten de aardmantel in, waarbij het water het materiaal in de subductiezone verzwakt en de beweging langs de zone vergemakkelijkt.
Op de planeet Mars is wel water aanwezig. Gigantische schildvulkanen als Olympus Mons en de Valles Marineris, een riftachtige structuur die de halve planeet omspant, doen denken aan Aardse processen die met platentektoniek geassocieerd worden. In 1999 werd ontdekt dat de marskorst in banden gemagnetiseerd is, net als de oceanische korst van de Aarde. Sommige onderzoekers denken daarom dat op Mars een soort platentektoniek actief moet zijn geweest. Er zijn op Mars echter geen duidelijke sporen van een subductie-achtig proces gevonden. Het lijkt er daarom op dat de convectie in de marsmantel niet voldoende was om het proces in gang te houden en dat het proces in een vroeg stadium tijdens de geschiedenis van deze planeet tot stilstand kwam.
Op sommige ijsrijke hemellichamen komen wellicht met platentektoniek vergelijkbare processen voor. Op bijvoorbeeld de Jupitermaan Europa en de Saturnusmaan Enceladus wordt vermoed dat door convectie gedreven horizontale korstbewegingen plaatsvinden. Europa heeft een rotsige kern met een 100 km dikke mantel van waterijs, waarvan het onderste gedeelte misschien is gesmolten en als convecterende laag functioneert. De slechts 500 km grote ijsmaan Enceladus wordt waarschijnlijk door getijdenkrachten partieel gesmolten. Vloeibaar water of zachter ijs kunnen als zwakke zones dienen waarlangs het ijs langs elkaar kan bewegen.
Volgens een recent onderzoek is de vraag of platentektoniek voorkomt op een planeet afhankelijk van de massa. Hoe zwaarder de planeet, hoe groter de kans dat platentektoniek voorkomt. Dit zou moeten betekenen dat platentektoniek ook moet voorkomen op de zogenaamde superaardes, terrestrische planeten met meer massa dan de Aarde, waarvan er een aantal buiten het Zonnestelsel bekend zijn. De Aarde zou een grensgeval kunnen zijn, waar het mechanisme dankzij de aanwezigheid van water toch in gang wordt gehouden. Hoewel platentektoniek niet op andere lichamen in het Zonnestelsel voorkomt, lijkt het er daarom op dat het geen uniek proces is.

## Historische ontwikkeling

### Eerste hypothesen
Tot het begin van de 20e eeuw geloofden verreweg de meeste geleerden dat de aardkorst min of meer vast op de Aarde lag (zogenaamd fixisme). Aangenomen werd dat grote geologische structuren als gebergten ontstonden door verticale bewegingen in de aardkorst, die werden verklaard met de geosynclinetheorie.

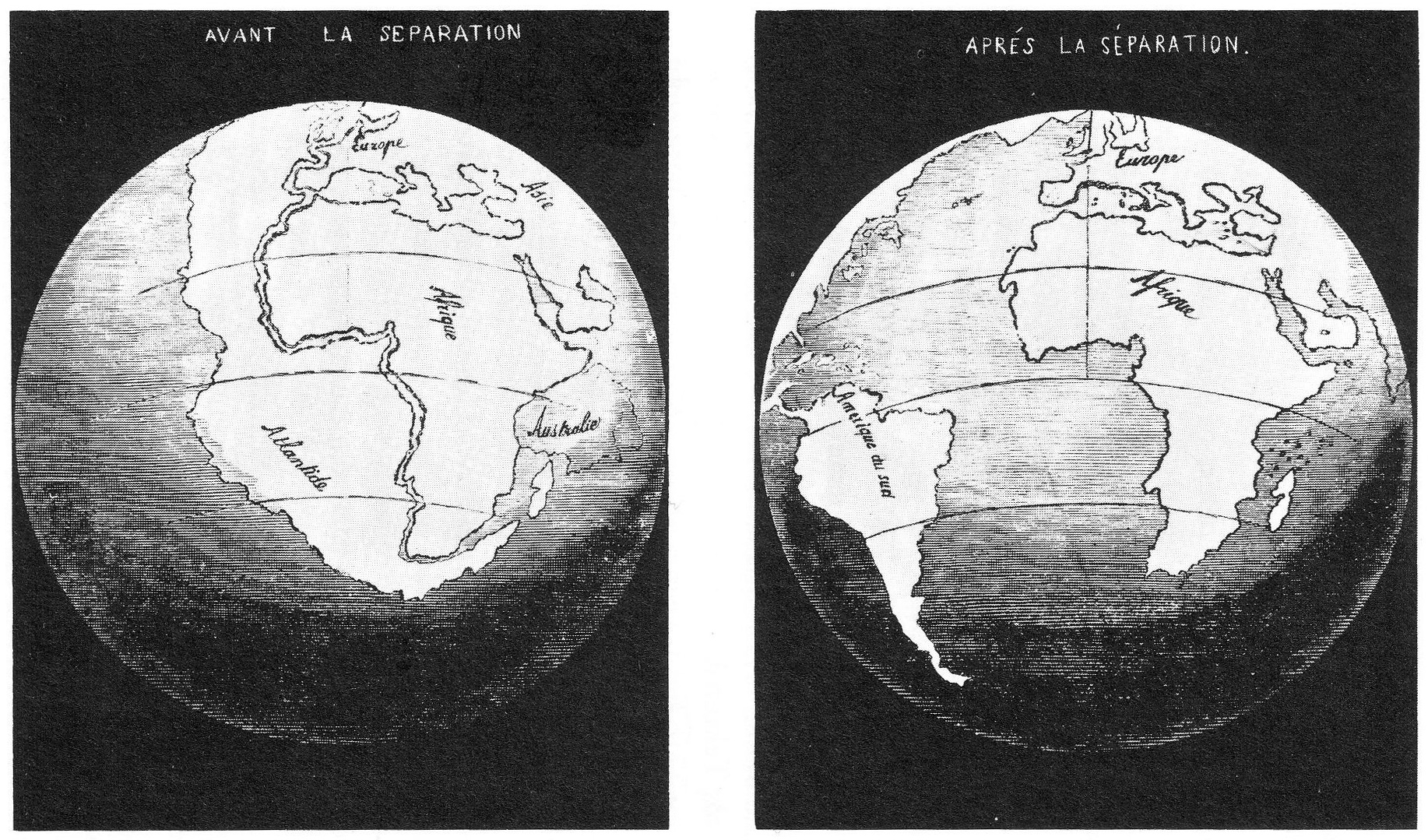
Tekening van de ligging van de continenten voor en na de opening van de Atlantische Oceaan, Antonio Snider-Pellegrini, 1858.

Al in 1596 merkte de Brabantse cartograaf Abraham Ortelius (1527-1598) dat de kustlijnen van Afrika en Zuid-Amerika goed overeenkomen. Hij speculeerde dat de continenten tijdens de ondergang van Atlantis van elkaar gescheurd konden zijn. In zijn Theatrum Orbis Terrarum is de overeenkomstige vorm van de kustlijnen van Afrika en Zuid-Amerika duidelijk te zien. De Pruisische theoloog Theodor Christoph Lilienthal overwoog in 1756 dat de twee continenten uit elkaar waren bewogen als gevolg van de Zondvloed.
De Pruisische natuuronderzoeker Alexander von Humboldt (1769-1859) beschreef in 1801 en 1845 de geologische en paleontologische overeenkomsten tussen de kustgebieden aan weerszijden van de Atlantische Oceaan. Hij stelde dat de continenten ooit aan elkaar vastgezeten hadden en door een grote stroming uit elkaar bewogen waren. In 1858 tekende de Amerikaan Antonio Snider-Pellegrini de eerste reconstructie waarop de ligging van de continenten zonder de tussenliggende oceaan te zien is.
Deze ideeën over continentverschuiving vonden onder geologen en andere natuurwetenschappers weinig aanhangers. Hoewel er vele onverklaarbare overeenkomsten tussen de kusten van continenten aan beide zijden van de oceaan waren, kende men geen mechanisme waarmee een compleet continent zich over het aardoppervlak kan bewegen. De overtuiging dat de Aarde vast is (fixisme) stond aanvaarding van continentbewegingen in de weg.
De Oostenrijkse geoloog Eduard Suess (1831-1914) stelde aan de hand van zijn onderzoek naar de geologie van de Alpen dat zich op de plek van de Alpen vroeger een oceaan had bevonden, die hij de Tethysoceaan noemde. Aan de andere kant geloofde ook Suess niet dat continenten konden bewegen. Bewegingen in de korst waren volgens hem vooral verticaal gericht. Om de vorming van gebergten op de plek van voormalige oceanen te verklaren werd de geosynclinetheorie gebruikt; om de overeenkomsten van fossielen op verschillende continenten te verklaren bedacht Suess de theorie van landbruggen.

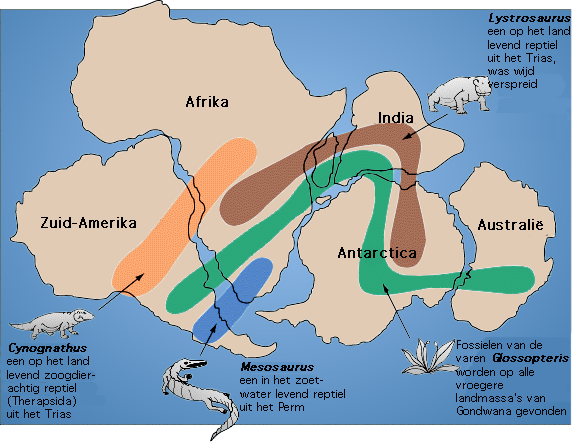
Met verschillende kleuren zijn de paleogeografische verspreidingsgebieden van de Paleozoïsche soorten Cynognathus (oranje), Mesosaurus (blauw), Glossopteris (groen) en Lystrosaurus (bruin) aangegeven. Dat deze verspreidingsgebieden op verschillende continenten op elkaar aansloten, was een van de redenen waardoor Wegener zijn continentverschuivingshypothese vormgaf.

### Wegeners hypothese van continentverschuiving
De ontdekking van het eerste radioactieve element radium in 1896 veranderde het inzicht in aardwarmte drastisch. Radio-actieve elementen vormen een extra warmtebron binnenin de Aarde en opeens was het idee dat de Aarde van binnen nog zeer heet en vloeibaar kon zijn niet vreemd meer.
Nadat onder andere Roberto Mantovani (1854-1933) en Frank Bursley Taylor (1860-1938) theorieën hadden gepubliceerd over de mogelijkheid dat de continenten waren bewogen (continentverschuiving en/of mobilisme), was het de Duitse meteoroloog Alfred Wegener (1880-1930) die de hypothese van continentverschuiving onder de aandacht bracht. In 1912 publiceerde hij een grote hoeveelheid paleontologische en paleoklimatologische bewijzen voor continentverschuiving. Wegener voerde onder andere het voorkomen van bepaalde plant- en dierfossielen aan weerszijden van de Atlantische Oceaan aan, maar hij kon niet verklaren hoe de enorme massa van een continent over het aardoppervlak kon bewegen, daarbij door de zwaardere oceaankorst "ploegend". Omdat zoiets mechanisch onmogelijk leek wezen de meeste geologen Wegeners ideeën af. Wegener zelf publiceerde een aantal wilde hypothesen, die zijn geloofwaardigheid weinig goed deden. Na Wegeners dood zouden zijn medestanders Alexander Du Toit (1878-1948) en Arthur Holmes (1890-1965) meer paleontologische en paleogeografische bewijzen voor continentverschuivingen verzamelen. Holmes stelde in 1927 dat de reden voor continentverschuivingen kon liggen in convectiestroming in de aardmantel. De geofysicus Joseph Barrell had overigens in 1914 al beweerd dat de korst op een zwakkere laag in de aardmantel kon drijven en bewegen. Had Holmes van Barrells werk geweten, dan was de theorie van platentektoniek wellicht eerder opgekomen.

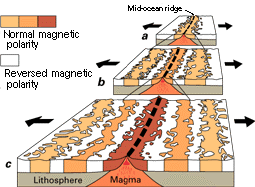
Door het constant aangroeien van de aardkorst bij mid-oceanische ruggen en de omkeringen van het aardmagnetisch veld is de oceaankorst verdeeld in banden van normaal en omgekeerd magnetisme. De ontdekking van deze magnetic striping leidde tot de theorie van oceanische spreiding.

### Ontdekking van oceanische spreiding
In 1947 bracht een team van oceanografen onder leiding van Maurice Ewing (1906-1974) de bathymetrie van de Atlantische Oceaan in kaart. Ze bevestigden de ligging van de Mid-Atlantische Rug, toonden aan dat de oceanische korst veel dunner is dan continentale korst en in tegenstelling tot continentale korst bestaat uit basalt in plaats van graniet. Deze nieuwe ontdekkingen wierpen vragen op over de aard van de mid-oceanische ruggen. In 1953 al verklaarde Robert S. Dietz (1914-1995) eilandenketens als die van Hawaï door te veronderstellen dat de aardkorst er over een hete plek in de aardmantel (een hotspot) bewoog, die het vulkanisme waarmee de eilanden vormden veroorzaakte.
In de jaren 50 werd door oceanografen als Harry Hess (1906-1969) en Ron Mason het magnetisme van de oceaanbodem in kaart gebracht. Basalt bevat namelijk relatief veel van het magnetische mineraal magnetiet waardoor het een sterk magnetisch signaal kan geven. Al in de 18e eeuw hadden IJslandse zeevaarders ontdekt dat dit lokaal voor afwijkingen van kompassen zorgt. Hess en zijn collega's ontdekten nu dat de oceaankorst bestaat uit zebra-achtige banden van afwisselend negatieve en positieve polariteit, een fenomeen dat ze magnetic striping noemden.
Deze magnetic striping is een gevolg van de toenemende ouderdom van de oceaankorst als men van de mid-oceanische rug afbeweegt. Hess bedacht dat de magnetische banden in de oceaankorst veroorzaakt werden door de omkering van het aardmagnetisch veld; en dat de oceaankorst gevormd werd aan de mid-oceanische ruggen, waar de korst uit elkaar beweegt. Hess publiceerde zijn theorie in 1962 (Dietz publiceerde het idee een jaar daarvoor, maar Hess kreeg de eer omdat een ongepubliceerde tekst van zijn artikel al in 1960 circuleerde). Hess en Dietz stelden dat de continenten in plaats van door de oceaankorst te "ploegen", zoals Wegener het voorgesteld had, samen met het eraan vastzittende stuk oceaankorst als één geheel over het aardoppervlak bewegen.
Een consequentie van oceanische spreiding is dat er continu oceanische korst wordt bijgemaakt. Als er geen mechanisme bekend is waarmee korst vernietigd wordt, zou dit betekenen dat het aardoppervlak groter wordt. Dit bracht de al eerder gepostuleerde hypothese van een uitzettende Aarde opnieuw onder de aandacht.

### De paradigmaverschuiving
In hetzelfde jaar dat Hess zijn theorie van oceanische spreiding publiceerde, verscheen ook een artikel van de Amerikaanse geoloog Robert R. Coats (1910-1995), waarin hij beschreef hoe de korst onder de Aleoeten onder zichzelf bewoog. Hess en Dietz pikten dit idee op en stelden dat de Aarde gelijk van volume blijft door de vernietiging van lithosfeer bij subductiezones onder de oceanische troggen. De Canadese geoloog John Tuzo Wilson (1908-1993) verklaarde transformbreuken in mid-oceanische ruggen en eilandketens in de Grote Oceaan met platentektoniek.
In 1967 stelde de Amerikaanse geofysicus William Jason Morgan (1935) dat het aardoppervlak kan worden verdeeld in twaalf rigide tektonische platen die onafhankelijk van elkaar bewegen. Twee maanden later publiceerde de Franse geofysicus Xavier Le Pichon (1937) een compleet model gebaseerd op zes grote platen en hun relatieve bewegingen.
Zodoende veranderde continentverschuiving in korte tijd van een vergezochte hypothese tot dé manier om geologische fenomenen te verklaren. De paradigmaverschuiving in de geologie was daarmee een feit. Tot de jaren 60 waren geologen in feite vooral bezig met beschrijvend werk, zoals het classificeren van structuren, gesteenten en mineralen en het bestuderen van landvormen en hun ouderdommen. De platentektoniek zorgde in korte tijd voor een verplaatsing van de aandacht naar de bestudering van processen. Verder heeft de theorie een nieuwe dimensie gegeven aan de idee dat de planeet Aarde een dynamisch systeem is.
Sinds de jaren 90 zijn geodetische metingen door satellieten en metingen uit de Very Long Baseline Interferometry (VLBI) zo nauwkeurig, dat de bewegingen van de continenten nu ook direct waargenomen kunnen worden. Deze metingen komen goed overeen met voorspellingen uit geofysische NUVEL-modellen.